# Championnat de France féminin de football 2000-2001
Navigation
Édition précédente Édition suivante
Le National 1A 2000-2001  est la 27e édition du championnat de France féminin de football. Le premier niveau national du championnat féminin oppose douze clubs français en une série de vingt-deux rencontres jouées durant la saison de football. En fin de saison, les quatre meilleures équipes s'affrontent lors d'un tournoi final, où chaque équipe affronte une seule fois les trois autres. La compétition débute le 16 septembre 2000 et s'achève le 3 juin 2001.
La première place du tournoi final est qualificative pour la première édition de la Coupe féminine de l'UEFA alors que les trois dernières places du championnat sont synonymes de relégation en Nationale 1B.
Lors de l'exercice précédent, le SC Schiltigheim, l'ES Cormelles-le-Royal et le Celtic de Marseille ont gagné le droit d'évoluer dans cette compétition après avoir fini aux premières places du tournoi final de National 1B.
À l'issue de la saison, le Toulouse OAC décroche le troisième titre de champion de France de son histoire en ayant pourtant terminé deuxième de la phase régulière derrière le FCF Juvisy. Dans le bas du classement, le Stade quimperois, l'ES Cormelles-le-Royal et le Celtic de Marseille sont relégués après respectivement deux et une seule saison au plus haut niveau.
| \| FC Lyon Montpellier Le Crès FCF Juvisy Toulouse OAC ASJ Soyaux Saint-Memmie Ol. Saint-Brieuc FF ESOFV La Roche-sur-Yon SC Schiltigheim ES Cormelles-le-Royal Celtic de Marseille Stade quimperois \| Localisation des clubs engagés dans le championnat. |
| FC Lyon Montpellier Le Crès FCF Juvisy Toulouse OAC ASJ Soyaux Saint-Memmie Ol. Saint-Brieuc FF ESOFV La Roche-sur-Yon SC Schiltigheim ES Cormelles-le-Royal Celtic de Marseille Stade quimperois                                                           |

## Résumé
Le championnat de France a été dominé cette saison par deux clubs, le Toulouse OAC et le FCF Juvisy. La double confrontation en phase régulière entre les deux meilleures équipes du championnat tourne à l'avantage du Toulouse OAC qui fait match nul 1-1 sur le terrain du FCF Juvisy, avant de remporter le match retour à domicile sur le score de trois buts à zéro. Le match opposant les deux équipes lors de la 2e journée du tournoi final, est remporté également par le Toulouse OAC sur la plus petite des marges.
Après avoir terminée la phase régulière à la deuxième place derrière le FCF Juvisy, le Toulouse OAC remporte le tournoi final et par conséquent le championnat de France aux dépens de son homologue juvisien qui a sombré lors de cette deuxième partie de saison. Désigné comme meilleure défense et deuxième meilleure attaque du championnat, le Toulouse OAC remporte son troisième championnat de France consécutif. Les juvisiennes quant à elles, championnes d'automne, premières depuis la 9e journée et premières au classement final de la saison régulière, terminent le tournoi final à la troisième place malgré les 72 buts inscrits lors de la première partie de saison, qui lui valent d'ailleurs la distinction de meilleure attaque du championnat.
En fond de classement, l'ES Cormelles-le-Royal, le Stade Quimpérois et le Celtic de Marseille, en position de relégable pratiquement toute la saison, terminent le championnat aux trois dernières places et descendent en National 1B pour la saison suivante.

## Participants
Ce tableau présente les douze équipes qualifiées pour disputer le championnat 2000-2001. On y trouve le nom des clubs, la date de création du club, l'année de la dernière montée au sein de l'élite, leur classement de la saison précédente, le nom des stades ainsi que la capacité de ces derniers.
Légende des couleurs
- Champion de National 1A la saison précédente.
- Promu de National 1B.

| Nom du club            | Date de création | Dernière montée | Classement 1999-2000 | Stade                                | Capacité     | Victoires en championnat |
| ---------------------- | ---------------- | --------------- | -------------------- | ------------------------------------ | ------------ | ------------------------ |
| Toulouse OAC           | 1980             | 1994            | 1                    | Stade de la Ramée                    | 3 000        | 2                        |
| FCF Juvisy             | 1971             | 1986            | 2                    | Stade Georges Maquin                 | 2 000        | 4                        |
| ESOFV La Roche-sur-Yon | 1978             | 1996            | 3                    | Stade de Saint-André                 | 1 800        | /                        |
| FC Lyon                | 1970             | 1978            | 4                    | Plaine de Gerland                    | 2 200        | 4                        |
| Saint-Brieuc FF        | 1973             | -               | 5                    | Stade Fred-Aubert                    | 13 500       | 1                        |
| ASJ Soyaux             | 1968             | -               | 6                    | Stade Léo Lagrange                   | 4 800        | 1                        |
| Stade Quimpérois       | 1971             | 1999            | 7                    | Stade de Penvillers Stade de Kerhuel | 10 248 2 040 | /                        |
| Montpellier Le Crès    | -                | 1997            | 8                    | Stade Joseph Blanc                   | 1 000        | /                        |
| Saint-Memmie Olympique | -                | 1999            | 9                    | Stade Déborah Jeannet                | -            | /                        |
| SC Schiltigheim        | -                | 2000            | N1B                  | -                                    | -            | /                        |
| ES Cormelles-le-Royal  | 1953             | 2000            | N1B                  | Stade Municipal                      | -            | /                        |
| Celtic de Marseille    | 1970             | 2000            | N1B                  | Stade Saint-Menet                    | -            | /                        |

## Compétition

### Classement
Le classement est calculé avec le barème de points suivant : une victoire vaut quatre points, le match nul deux et la défaite un.
Critères de départage en cas d'égalité au classement :
1. classement aux points des matchs joués entre les clubs ex æquo ;
2. différence entre les buts marqués et les buts concédés par chacun d’eux au cours des matchs qui les ont opposés ;
3. différence entre les buts marqués et les buts concédés sur la totalité des matchs joués dans le championnat ;
4. plus grand nombre de buts marqués sur la totalité des matchs joués dans le championnat ;
5. en cas de nouvelle égalité, une rencontre supplémentaire aura lieu sur terrain neutre avec, éventuellement, l’épreuve des tirs au but.

| Rang | Équipe                  | Pts | J  | G  | N | P  | Bp | Bc  | Diff |
| ---- | ----------------------- | --- | -- | -- | - | -- | -- | --- | ---- |
| 1    | FCF Juvisy              | 76  | 22 | 17 | 3 | 2  | 72 | 26  | +46  |
| 2    | Toulouse OAC T          | 75  | 22 | 16 | 5 | 1  | 62 | 17  | +45  |
| 3    | ESOFV La Roche-sur-Yon  | 67  | 22 | 14 | 3 | 5  | 59 | 30  | +29  |
| 4    | FC Lyon                 | 63  | 22 | 13 | 2 | 7  | 57 | 35  | +22  |
| 5    | Saint-Memmie Olympique  | 57  | 22 | 11 | 2 | 9  | 53 | 41  | +12  |
| 6    | Montpellier Le Crès     | 54  | 22 | 10 | 2 | 10 | 40 | 38  | +2   |
| 7    | ASJ Soyaux              | 54  | 22 | 8  | 8 | 6  | 44 | 44  | 0    |
| 8    | SC Schiltigheim P       | 50  | 22 | 8  | 4 | 10 | 39 | 42  | -3   |
| 9    | Saint-Brieuc FF         | 50  | 22 | 8  | 4 | 10 | 50 | 50  | 0    |
| 10   | ES Cormelles-le-Royal P | 42  | 22 | 6  | 2 | 14 | 48 | 77  | -29  |
| 11   | Stade quimperois        | 30  | 22 | 2  | 2 | 18 | 34 | 89  | -55  |
| 12   | Celtic de Marseille P   | 21  | 22 | 0  | 1 | 21 | 32 | 101 | -69  |

|  | Qualifié pour le tournoi final. |
|  | Relégué en National 1B. |
|  | T Tenant du titre. P Promu de National 1B. Pts points ; G victoires ; N match nuls ; P défaites Bp buts marqués ; Bc buts encaissés ; Diff différence de buts |

Nota :
1. ↑  Le Celtic de Marseille a deux points de pénalité pour non-conformité avec le règlement de la FFF.

### Résultats
Source : Championnat de France de D1 2000-2001 - Calendrier, sur statsfootofeminin.fr
| Résultats (▼dom., ►ext.)                                   | Cor | Juv | RsY | Lyo | Mar | Mon | Qui | Bri | SMO | Sch | Soy | Tou |
| ES Cormelles-le-Royal                                      |     | 2-4 | 1-3 | 4-4 | 7-5 | 1-3 | 6-4 | 4-6 | 0-2 | 1-4 | 4-1 | 1-4 |
| FCF Juvisy                                                 | 5-1 |     | 3-1 | 2-1 | 6-0 | 1-0 | 2-0 | 2-1 | 1-1 | 7-2 | 7-1 | 1-1 |
| ESOFV La Roche-sur-Yon                                     | 5-0 | 0-0 |     | 1-3 | 7-2 | 2-0 | 3-0 | 3-1 | 3-0 | 4-0 | 0-4 | 0-3 |
| FC Lyon                                                    | 1-2 | 3-4 | 3-4 |     | 5-0 | 5-0 | 2-0 | 1-0 | 3-2 | 1-0 | 5-0 | 3-5 |
| Celtic de Marseille                                        | 1-3 | 1-4 | 3-4 | 0-2 |     | 4-6 | 2-4 | 2-2 | 2-6 | 2-3 | 1-7 | 0-2 |
| Montpellier Le Crès                                        | 1-1 | 2-1 | 0-3 | 1-4 | 3-0 |     | 5-0 | 5-2 | 0-1 | 0-2 | 2-3 | 1-0 |
| Stade quimperois                                           | 3-5 | 2-6 | 1-6 | 1-3 | 6-0 | 2-3 |     | 1-5 | 0-6 | 0-0 | 3-5 | 0-4 |
| Saint-Brieuc FF                                            | 4-1 | 0-4 | 2-0 | 1-2 | 9-3 | 1-2 | 4-4 |     | 3-1 | 2-1 | 2-0 | 2-2 |
| Saint-Memmie Olympique                                     | 4-1 | 2-5 | 0-4 | 3-0 | 4-1 | 1-4 | 6-2 | 3-0 |     | 3-1 | 5-1 | 1-3 |
| SC Schiltigheim                                            | 3-0 | 0-3 | 1-3 | 1-3 | 5-1 | 2-1 | 4-1 | 6-2 | 1-1 |     | 1-1 | 1-4 |
| ASJ Soyaux                                                 | 5-2 | 2-4 | 3-3 | 1-1 | 2-0 | 1-1 | 3-0 | 0-0 | 2-1 | 1-1 |     | 0-0 |
| Toulouse OAC                                               | 5-1 | 3-0 | 0-0 | 3-2 | 4-2 | 1-0 | 9-0 | 3-1 | 4-0 | 1-0 | 1-1 |     |
| - Victoire à domicile - Match nul - Victoire à l'extérieur |     |     |     |     |     |     |     |     |     |     |     |     |

### Tournoi final
Le tournoi final du championnat oppose les quatre meilleures équipes du championnat lors d'un mini-tournoi à quatre. Les équipes affrontent une seule fois leurs trois adversaires selon un calendrier tiré aléatoirement.
Le classement est calculé avec le barème de points suivant : une victoire vaut quatre points, le match nul deux et la défaite un. Un bonus de points a été attribué de manière dégressive (2 points ; 1 point) aux deux équipes ayant terminé première lors du championnat.
Critères de départage en cas d'égalité au classement :
1. classement aux points des matchs joués entre les clubs ex æquo ;
2. différence entre les buts marqués et les buts concédés par chacun d’eux au cours des matchs qui les ont opposés ;
3. différence entre les buts marqués et les buts concédés sur la totalité des matchs joués dans le championnat ;
4. plus grand nombre de buts marqués sur la totalité des matchs joués dans le championnat ;
5. en cas de nouvelle égalité, une rencontre supplémentaire aura lieu sur terrain neutre avec, éventuellement, l’épreuve des tirs au but.

Classement
| Rang | Équipe                 | Pts | J | G | N | P | Bp | Bc | Diff |
| ---- | ---------------------- | --- | - | - | - | - | -- | -- | ---- |
| 1    | Toulouse OAC T         | 13  | 3 | 3 | 0 | 0 | 6  | 0  | +6   |
| 2    | ESOFV La Roche-sur-Yon | 7   | 3 | 1 | 1 | 1 | 2  | 3  | -1   |
| 3    | FCF Juvisy             | 6   | 3 | 0 | 1 | 2 | 1  | 3  | -2   |
| 4    | FC Lyon                | 5   | 3 | 0 | 2 | 1 | 2  | 5  | -3   |

|  | Qualifié pour la coupe UEFA 2001-2002 (Phase de groupes).                                                                             |
|  | T Tenant du titre. Pts points ; G victoires ; N match nuls ; P défaites Bp buts marqués ; Bc buts encaissés ; Diff différence de buts |

Résultats

## Bilan de la saison
| Championnat de France féminin de football 2000-2001 |                         |
| Champion                                            | Toulouse OAC (3e titre) |
| Dauphin                                             | FCF Juvisy              |
| Qualifications continentales                        |                         |
| Coupe UEFA 2001-2002                                | Toulouse OAC            |
| Promotions et relégations                           |                         |
| Promus en National 1A                               | Paris SG                |
| Promus en National 1A                               | Caluire SCSC            |
| Promus en National 1A                               | Tours FC                |
| Relégués en National 1B                             | ES Cormelles-le-Royal   |
| Relégués en National 1B                             | Stade quimperois        |
| Relégués en National 1B                             | Celtic de Marseille     |

## Statistiques
Leader du classement de la saison régulière
Évolution du classement de la saison régulière
- Qualifié pour le tournoi final de National 1A
- Relégué en National 1B.

| Club                   | 1  | 2  | 3  | 4  | 5  | 6  | 7  | 8  | 9  | 10 | 11 | 12 | 13 | 14 | 15 | 16 | 17 | 18 | 19 | 20 | 21 | 22 |
| ---------------------- | -- | -- | -- | -- | -- | -- | -- | -- | -- | -- | -- | -- | -- | -- | -- | -- | -- | -- | -- | -- | -- | -- |
| Toulouse OAC           | 6  | 4  | 1  | 1  | 1  | 1  | 1  | 1  | 2  | 2  | 2  | 2  | 2  | 2  | 2  | 2  | 2  | 2  | 2  | 2  | 2  | 2  |
| FCF Juvisy             | 4  | 3  | 6  | 4  | 2  | 2  | 2  | 2  | 1  | 1  | 1  | 1  | 1  | 1  | 1  | 1  | 1  | 1  | 1  | 1  | 1  | 1  |
| ESOFV La Roche-sur-Yon | 2  | 5  | 3  | 5  | 4  | 3  | 4  | 3  | 7  | 6  | 4  | 3  | 3  | 4  | 3  | 3  | 3  | 4  | 3  | 3  | 3  | 3  |
| FC Lyon                | 7  | 10 | 8  | 6  | 8  | 8  | 8  | 4  | 3  | 3  | 3  | 4  | 4  | 3  | 4  | 4  | 4  | 3  | 4  | 4  | 4  | 4  |
| Saint-Brieuc FF        | 10 | 6  | 5  | 7  | 6  | 6  | 6  | 5  | 6  | 7  | 7  | 8  | 7  | 7  | 6  | 6  | 8  | 7  | 8  | 7  | 8  | 8  |
| ASJ Soyaux             | 9  | 9  | 7  | 9  | 7  | 7  | 7  | 6  | 4  | 5  | 6  | 6  | 6  | 5  | 7  | 8  | 7  | 6  | 6  | 6  | 6  | 7  |
| Stade quimperois       | 11 | 12 | 12 | 12 | 12 | 12 | 11 | 11 | 11 | 11 | 11 | 11 | 11 | 11 | 11 | 11 | 11 | 11 | 11 | 11 | 11 | 11 |
| Montpellier Le Crès    | 3  | 2  | 2  | 3  | 3  | 5  | 5  | 8  | 8  | 8  | 8  | 7  | 8  | 9  | 8  | 7  | 6  | 9  | 7  | 8  | 7  | 6  |
| Saint-Memmie Olympique | 1  | 1  | 4  | 2  | 5  | 4  | 3  | 7  | 5  | 4  | 5  | 5  | 5  | 6  | 5  | 5  | 5  | 5  | 5  | 5  | 5  | 5  |
| SC Schiltigheim        | 8  | 8  | 10 | 10 | 10 | 9  | 9  | 9  | 9  | 9  | 9  | 9  | 9  | 8  | 9  | 9  | 9  | 8  | 9  | 9  | 9  | 9  |
| ES Cormelles-le-Royal  | 5  | 7  | 9  | 8  | 9  | 10 | 10 | 10 | 10 | 10 | 10 | 10 | 10 | 10 | 10 | 10 | 10 | 10 | 10 | 10 | 10 | 10 |
| Celtic de Marseille    | 12 | 11 | 11 | 11 | 11 | 11 | 12 | 12 | 12 | 12 | 12 | 12 | 12 | 12 | 12 | 12 | 12 | 12 | 12 | 12 | 12 | 12 |

Moyennes de buts marqués par journée de la phase régulière
Ce graphique représente le nombre de buts marqués lors de chaque journée. Il est également indiqué la moyenne totale sur la saison qui est de 26,81 buts/journée.